# Déo Kanda
Déo Kanda A Mukok (ur. 11 sierpnia 1989 w Matadi) – piłkarz kongijski grający na pozycji pomocnika. Od 2016 roku jest zawodnikiem klubu 4 de Abril.

## Kariera klubowa
Swoją karierę piłkarską Kanda rozpoczął w klubie Jack Trésor FC. Grał w nim w 2006 roku. W 2007 roku przeszedł do DC Motema Pembe. W 2008 roku wywalczył z nim mistrzostwo Demokratycznej Republiki Konga, a w 2009 roku zdobył Coupe du Congo.
W połowie 2009 roku Kanda przeszedł do TP Mazembe. W sezonach 2009 i 2010 wygrał z Mazembe Ligę Mistrzów. Wraz z Mazembe wywalczył również trzy mistrzostwa kraju (2009, 2011, 2012) i dwa Superpuchary Afryki (2010, 2011). W 2013 roku przeszedł do marokańskiej drużyny Raja Casablanca, z którą w 2014 roku wywalczył wicemistrzostwo Maroka.
W 2014 roku Kanda odszedł do AS Vita Club. Na początku 2015 roku przeniósł się jednak do greckiej Larisy, grającej w drugiej lidze. W2015 roku wrócił do TP Mazembe. W 2016 roku zdobył z nim mistrzostwo Demokratycznej Republiki Konga. W tym samym roku przeszedł do angolskiego 4 de Abril.

## Kariera reprezentacyjna
W reprezentacji Demokratycznej Republiki Konga Kanda zadebiutował w 2011 roku. W 2013 roku został powołany do kadry na Puchar Narodów Afryki 2013.